# 342
342 (CCCXLII) var ett normalår som började en fredag i den julianska kalendern.

## Händelser

### Februari
- 15 februari – Den ursprungliga Hagia Sofia grundas i Konstantinopel.

### Okänt datum
- Paulus I, patriark av Konstantinopel, avsätts och efterträds av Macedonius I.
- En stor jordbävning drabbar Cypern.
- Murong Huang, ledare för Xianbeistammen, invaderar Goguryeo i Kina.
- Jin Kangdi efterträder Jin Chengdi som kejsare av Kina.

## Avlidna
- Sadok, biskop i Persien
- Paulus eremiten, kristet helgon
- Jin Chengdi, kejsare av Kina